# História das Quatro Ilhas que Formam o Distrito da Horta
A História das Quatro Ilhas que Formam o Distrito da Horta é uma obra de natureza histórica, de autoria de António Lourenço da Silveira Macedo (1818-1891). Em termos de historiografia dos Açores destaca-se por ser a primeira obra inteiramente dedicada à ilha do Faial.
Foi publicada na Horta, em três volumes, a partir de 1871, na Typographia de Graça, Jr.